# 조경이 (후당)
조경이(趙敬怡, ? ~ 929년 3월 24일(음력 2월 13일))은 중국 오대십국 시대 후당의 관료·군인으로, 928년부터 929년까지 추밀사의 한 사람으로 있었다. 추밀사로 있기 전에는 천웅군(天雄軍, 본부는 오늘날의 하북성 한단시에 있었다) 절도부사(節度副使)로 있었으며, 추밀사로 재임 중에 죽었다. 《구오대사》와 《신오대사》에는 그의 일생을 다룬 열전이 없어, 그의 출신과 경력 등에 대해서는 현존하는 기록조차 없다.

## 행적
천성 2년 8월 4일(927년 9월 2일), 업도부유수(鄴都副留守) 조경이는 우위(右衛)상장군 겸 판흥당부사(判興唐府事, 오늘날의 하북성 한단시)에 임명되었다.
천성 3년 5월 17일(928년 6월 7일), 판흥당부사 겸 천웅군 절도부사 조경이는 추밀사에 임명되었다.
천성 4년 2월 15일(929년 3월 28일), 추밀사 조경이는 권지변주군주사(權知汴州軍州事)를 맡았다. 그러나 같은해 2월 21일(929년 4월 3일)에 죽었다. 그는 태부(太傅)에 추증되었고, 권지변주군주사는 단명전학사(端明殿學士) 조봉이 대신 맡게 되었다.